# Relationer mellan Irland och Sverige
Relationer mellan Irland och Sverige är de bilaterala relationerna mellan Republiken Irland och Sverige. Irland har en ambassad i Stockholm. Sverige har konsultat i Dublin och honorärkonsulat i Galway och Limerick. Båda stater är medlemmar av Europarådet och EU. Den svenska regeringen meddelande 3 november 2021 att Sverige avser öppna en ambassad igen i Dublin.

## Historia
Sveriges riksdags talman Per Westerberg besökte Dublin den 26 juni 2009 bara några få dagar innan Sveriges EU-ordförandeskap började. Den 17 juli 2009 meddelade svenska Exportrådet att man stänger igen sitt kontor i Dublin och flyttar till det till Storbritannien.